# Tom Pearce
Tom Pearce, né le 12 avril 1998 à Ormskirk, est un footballeur anglais qui évolue au poste de défenseur au CF Montréal.

## Biographie

### En club
Formé à l'Everton FC, Tom Pearce rejoint Leeds United en 2014, alors qu'il est âgé de seize ans.
Le 17 mars 2018, il prend part à sa première rencontre sous le maillot de l'équipe professionnelle lors d'un match de Championship contre Sheffield Wednesday (défaite 1-2). Le 21 avril suivant, il inscrit son premier but avec l'équipe première face au Barnsley FC (victoire 2-1).
Le 31 janvier 2019, Pearce est prêté à Scunthorpe United jusqu'à la fin de la saison.
Le 8 août 2019, il rejoint Wigan Athletic.
Le 12 Juillet 2024 , il rejoint le Club de Foot Montréal (CF Montréal) en MLS

### En sélection
Tom Pearce fait partie des vingt joueurs sélectionnés en équipe d'Angleterre espoirs pour disputer le Festival international espoirs 2018.
Le 26 mai 2018, il honore sa première sélection avec les espoirs anglais en étant titularisé lors de la première rencontre du Tournoi de Toulon contre la Chine (victoire 2-1).

## Statistiques
| Saison                | Club                     | Championnat           | Championnat | Championnat | Coupe nationale | Coupe nationale | Coupe de la Ligue | Coupe de la Ligue | Compétition(s) continentale(s) | Compétition(s) continentale(s) | Compétition(s) continentale(s) | Total | Total |
| Saison                | Club                     | Division              | M.          | B.          | M.              | B.              | M.                | B.                | Comp.                          | M.                             | B.                             | M.    | B.    |
| 2017-2018             | Leeds United             | Championship          | 5           | 1           | -               | -               | -                 | -                 | -                              | -                              | -                              | 5     | 1     |
| 2018-2019             | Leeds United             | Championship          | 2           | 0           | 1               | 0               | 2                 | 0                 | -                              | -                              | -                              | 5     | 0     |
| Sous-total            | Sous-total               | Sous-total            | 7           | 1           | 1               | 0               | 2                 | 0                 | -                              | -                              | -                              | 10    | 1     |
| 2018-2019             | Scunthorpe United (prêt) | League One            | 9           | 1           | -               | -               | -                 | -                 | -                              | -                              | -                              | 9     | 1     |
| Sous-total            | Sous-total               | Sous-total            | 9           | 1           | -               | -               | -                 | -                 | -                              | -                              | -                              | 9     | 1     |
| 2019-2020             | Wigan Athletic           | Championship          | 7           | 0           | 1               | 0               | -                 | -                 | -                              | -                              | -                              | 8     | 0     |
| 2020-2021             | Wigan Athletic           | League One            | 23          | 0           | 4               | 1               | 1                 | 0                 | -                              | -                              | -                              | 28    | 1     |
| 2021-2022             | Wigan Athletic           | League One            | 16          | 0           | 7               | 0               | 4                 | 0                 | -                              | -                              | -                              | 27    | 0     |
| 2022-2023             | Wigan Athletic           | Championship          | 13          | 0           | -               | -               | 1                 | 0                 | -                              | -                              | -                              | 14    | 0     |
| 2023-2024             | Wigan Athletic           | Championship          | 24          | 1           | 3               | 1               | 1                 | 0                 | -                              | -                              | -                              | 28    | 2     |
| Sous-total            | Sous-total               | Sous-total            | 83          | 1           | 15              | 2               | 7                 | 0                 | -                              | -                              | -                              | 105   | 3     |
| 2024                  | CF Montréal              | MLS                   | 9           | 1           | -               | -               | -                 | -                 | LC                             | 3                              | 1                              | 12    | 2     |
| 2025                  | CF Montréal              | MLS                   | -           | -           | -               | -               | -                 | -                 | -                              | -                              | -                              | 0     | 0     |
| Sous-total            | Sous-total               | Sous-total            | 9           | 1           | -               | -               | -                 | -                 | -                              | 3                              | 1                              | 12    | 2     |
| Total sur la carrière | Total sur la carrière    | Total sur la carrière | 108         | 4           | 16              | 2               | 9                 | 0                 | -                              | 3                              | 1                              | 136   | 7     |

## Palmarès

### En club
- Wigan Athletic
  - Champion d'Angleterre de D3 en 2022.

### En sélection
- Angleterre espoirs
  - Vainqueur du Festival international espoirs en 2018.